# Ровета, Джанлуиджи
Джанлуиджи Ровета (итал. Gianluigi Roveta; род. 21 мая 1947, Турин) — итальянский футболист, защитник.

## Карьера
Во взрослом футболе дебютировал в 1966 году в клубе «Ювентус». Свой первый матч в Серии A провёл 3 марта 1968 года против «Ромы». В том же сезоне под руководством Эриберто Эрреры он дебютировал в Кубке европейских чемпионов 9 мая 1969 года в полуфинале турнира против «Бенфики». В составе «Ювентуса» в общей сложности провёл 46 матчей в Серии A, завоевав титул чемпиона Италии.
В 1972 году перешёл в «Мантову», где играл на протяжении одного сезона. Завершил карьеру футболиста в 1974 году в клубе «Новара», за который выступал с 1973 года.

## Достижения
«Ювентус»
- Чемпион Италии: 1971/72